# Suzanne (film)
Suzanne je francouzský dramatický film z roku 2013, který režírovala Katell Quillévéré podle vlastního scénáře. Snímek měl světovou premiéru na filmovém festivalu v Cannes dne 16. května 2013.

## Děj
Film zachycuje dvacet pět let v životě mladé ženy Suzanne. Po smrti její matky ji spolu s mladší sestrou vychovává jejich otec, mlčenlivý řidič kamionu. V sedmnácti Suzanne otěhotní a stane se matkou malého chlapce. Pak se Suzanne zamiluje do Juliena, delikventa. Opustí svou rodinu, aby s ním odjela do Marseille a skončí ve vězení. Když je propuštěna, zjistí, že jejího syna Charlieho vychovává pěstounská rodina.

## Obsazení
| Sara Forestierová  | Suzanne Merevsky    |
| Adèle Haenel       | Maria Merevsky      |
| François Damiens   | Nicolas Merevsky    |
| Paul Hamy          | Julien Berteleau    |
| Anne Le Ny         | Isabelle Danvers    |
| Corinne Masiero    | Eliane, advokátka   |
| Karim Leklou       | Vincent             |
| Lola Dueñas        | Irene               |
| Apollonia Luisetti | Suzanne jako dítě   |
| Timothé Vom Dorp   | Charlie jako dítě   |
| Jaime Da Cunha     | Charlie dospívající |
| Benjamin Duc       | Arnaud              |

## Ocenění
- Festival francouzsky mluvících filmů Angoulême: Valois pro nejlepší herečku (Sara Forestierová)
- Mezinárodní filmový festival Thessaloniki: Zvláštní cena poroty, nejlepší herečka (Sara Forestierová) a nejlepší herec ve vedlejší roli (François Damiens)
- César: nejlepší herečka ve vedlejší roli (Adèle Haenel); nominace v kategoriích nejlepší herečka (Sara Forestierová), nejlepší herec ve vedlejší roli (François Damiens), nejslibnější herec  (Paul Hamy), nejlepší původní scénář (Katell Quillévéré a Mariette Désert)
- Filmový festival v Cabourgu: Cena pro začínajícího herce (Paula Hamy)